# Mistrovství světa v plážovém fotbale 2011
Mistrovství světa v plážovém fotbale 2011 bylo 16. ročníkem MS v plážovém fotbale, které se konalo v Itálii, ve městě Ravenna v období od 1. do 11. září 2011. Jednalo se o celkový 16. ročník a o šestý, který pořádala FIFA po tom, co šampionát vzala pod svojí záštitu místo Beach Soccer Worldwide. Účastnilo se ho 16 týmů, které byly rozděleny do 4 skupin po 4 týmech. Ze skupiny postoupily do vyřazovací fáze první a druhý celek. Vyřazovací fáze zahrnovala 8 zápasů. Poprvé turnaj vyhrálo Rusko, které porazilo ve finále Brazílii 12:8 a stanovilo, že potřetí v historii vyhrál jiný tým než Brazílie, která v tomto sportu dominuje. Šlo o druhý turnaj který se konal v Evropě. Od tohoto turnaje začalo také platit, že mistrovství se bude konat jednou za 2 roky. Nováčkem turnaje byly týmy Tahiti a Ománu.

## Stadion
Mistrovství se odehrálo na dvou stadionech v jednom hostitelském městě: Stadio del Mare (Ravenna).
| Ravenna                |
| ---------------------- |
| Stadio del Mare        |
| Kapacita: 5500 Ravenna |

## Týmy

### Kvalifikace
| - Severní, Střední Amerika a Karibik (CONCACAF) - Salvador - Mexiko - Jižní Amerika (CONMEBOL) - Venezuela - Argentina - Brazílie |  | - Evropa (UEFA) - Portugalsko - Ukrajina - Rusko - Švýcarsko - Asie (AFC) - Japonsko - Omán - Írán |  | - Afrika (CAF) - Nigérie - Senegal - Oceánie (OFC) - Tahiti - Hostitel - Itálie |

## Zápasy

### Skupinová fáze
| Vysvětlivky                                           |
| ----------------------------------------------------- |
| Týmy na prvních dvou místech postupují do čtvrtfinále |
| Vítěz zápasu je tučně zvýrazněn                       |

Čas každého zápasu je uveden v lokálním čase.

#### Skupina A
| Tým       | Z | V | R | P | VG | IG | +/− | B |
| --------- | - | - | - | - | -- | -- | --- | - |
| Itálie    | 3 | 2 | 1 | 0 | 13 | 12 | +1  | 7 |
| Senegal   | 3 | 1 | 2 | 0 | 17 | 15 | +2  | 5 |
| Švýcarsko | 3 | 1 | 0 | 2 | 16 | 15 | +1  | 3 |
| Írán      | 3 | 0 | 0 | 3 | 13 | 17 | −4  | 0 |

| 1. září 2011 17:00                                                                                                 |        | |                                                                 |
| Švýcarsko | 8 : 8  | Senegal                                                                                                 | Stadio del Mare, Ravenna diváci: 4 500 rozhodčí: Juan Rodriguez |
| Dejan Stanković 7', 20', 22' Mo Jaeggy 18', 33' Al Seyni Ndiaye 25' (vl.) Libasse Diagne 28' (vl.) Stephan Leu 33' | Report | Pape Koukpaki 3', 4', 22' Ndiaga Mbaye 6' Ngalla Sylla 11', 24' Libasse Diagne 14' Ibrahima Bakhoum 20' | Stadio del Mare, Ravenna diváci: 4 500 rozhodčí: Juan Rodriguez |

|                 |       | Penaltový rozstřel |  |
| Dejan Stanković | 0 : 1 | Pape Koukpaki      |  |

| 1. září 2011 18:30                                                                                            |        |                                                                                             |                                                                   |
| Itálie | 6 : 6  | Írán                                                                                        | Stadio del Mare, Ravenna diváci: 5 000 rozhodčí: Javier Bentancor |
| Giuseppe Soria 8' (pen.), 29' Matteo Marrucci 20' Gabriele Gori 20' Francesco Corosiniti 27' Franco Palma 29' | Report | Mehdi Hassani 6' (pen.) Ali Naderi 13' Hassan Abdollahi 16', 28' Farid Boulokbashi 22', 36' | Stadio del Mare, Ravenna diváci: 5 000 rozhodčí: Javier Bentancor |

|                                                                       |       | Penaltový rozstřel                                                                |  |
| Simone Feudi Giuseppe Soria Franco Palma Gabriele Gori Paolo Palmacci | 5 : 4 | Mohammad Mohktari Ali Naderi Farid Boulokbashi Mohammad Ahmadzadeh Moslem Mesigar |  |

| 3. září 2011 15:30                                                     |        | |                                                              |
| Írán                                                                   | 4 : 6  | Švýcarsko | Stadio del Mare, Ravenna diváci: 3 650 rozhodčí: Ruben Eiriz |
| Mohammad Mokhtari 9', 21' Mohammad Ahmadzadeh 29' Hassan Abdollahi 36' | Report | Valentin Jaeggy 4' Sandro Spaccarotella 9' Mo Jaeggy 9' Michael Rodrigues 10' Angelo Schirinzi 11' Stephan Leu 36' | Stadio del Mare, Ravenna diváci: 3 650 rozhodčí: Ruben Eiriz |

| 3. září 2011 18:30                           |        |                                             |                                                                    |
| Senegal                                      | 4 : 4  | Itálie                                      | Stadio del Mare, Ravenna diváci: 5 500 rozhodčí: Jelili Ogunmuyiwa |
| Ndiaga Mbaye 27', 34' Pape Koukpaki 36', 36' | Report | Simone Feudi 1' Paolo Palmacci 8', 36', 36' | Stadio del Mare, Ravenna diváci: 5 500 rozhodčí: Jelili Ogunmuyiwa |

|                                         |       | Penaltový rozstřel                       |  |
| Pape Koukpaki Babacar Fall Ndiaga Mbaye | 2 : 3 | Simone Feudi Giuseppe Soria Franco Palma |  |

| 5. září 2011 15:30                                         |        |                                                                               |                                                               |
| Írán                                                       | 3 : 5  | Senegal                                                                       | Stadio del Mare, Ravenna diváci: 3 500 rozhodčí: Miguel Lopéz |
| Mehdi Hassani 16' Moslem Mesigar 19' Farid Boulokbashi 31' | Report | Ndiaga Mbaye 1', 4' Hamed Ghorbanpour 9' (vl.) Cheikh Ba 24' Babacar Fall 36' | Stadio del Mare, Ravenna diváci: 3 500 rozhodčí: Miguel Lopéz |

| 5. září 2011 18:30                               |        |                                    |                                                                  |
| Itálie                                           | 3 : 2  | Švýcarsko                          | Stadio del Mare, Ravenna diváci: 5 500 rozhodčí: Istvan Meszáros |
| Giuseppe Soria 24' Francesco Corosiniti 27', 36' | Report | Stephan Leu 9' Dejan Stanković 36' | Stadio del Mare, Ravenna diváci: 5 500 rozhodčí: Istvan Meszáros |

#### Skupina B
| Tým         | Z | V | R | P | VG | IG | +/− | B |
| ----------- | - | - | - | - | -- | -- | --- | - |
| Portugalsko | 3 | 3 | 0 | 0 | 24 | 5  | +19 | 9 |
| Salvador    | 3 | 2 | 0 | 1 | 10 | 17 | −7  | 6 |
| Argentina   | 3 | 1 | 0 | 2 | 6  | 10 | −4  | 3 |
| Omán        | 3 | 0 | 0 | 3 | 7  | 15 | −8  | 0 |

| 1. září 2011 15:30                                         |        |                    |                                                              |
| Argentina                                                  | 3 : 1  | Omán               | Stadio del Mare, Ravenna diváci: 3 000 rozhodčí: Ruben Eiriz |
| Javier Vivas 17' German Spinelli 21' Sebastian Larreta 27' | Report | Jalal Al-Sinani 1' | Stadio del Mare, Ravenna diváci: 3 000 rozhodčí: Ruben Eiriz |

| 1. září 2011 20:00                          |        |                                                                                                   |                                                                 |
| Salvador                                    | 2 : 11 | Portugalsko                                                                                       | Stadio del Mare, Ravenna diváci: 2 000 rozhodčí: Tasuku Onodera |
| Agustín Ruiz 17' (pen.) Frank Velásquez 28' | Report | Madjer 1', 2', 5' Belchior 1' (pen.), 32' Coimbra 15', 27' Alan 17', 17' Lucio 22' Bruno Novo 24' | Stadio del Mare, Ravenna diváci: 2 000 rozhodčí: Tasuku Onodera |

| 3. září 2011 17:00                    |        |           |                                                                     |
| Portugalsko                           | 5 : 0  | Argentina | Stadio del Mare, Ravenna diváci: 4 500 rozhodčí: Alexander Berezkin |
| Madjer 4', 17', 24', 34' Belchior 23' | Report |           | Stadio del Mare, Ravenna diváci: 4 500 rozhodčí: Alexander Berezkin |

| 3. září 2011 20:00                          |        |                                                                                    |                                                              |
| Omán                                        | 3 : 4  | Salvador                                                                           | Stadio del Mare, Ravenna diváci: 1 500 rozhodčí: Said Hachim |
| Jalal Al-Sinani 12', 34' Hani Al-Dhabit 34' | Report | Elias Ramírez 16' Tomas Hernández 25' Naser Al-Mukhaini 26' (vl.) Agustín Ruiz 36' | Stadio del Mare, Ravenna diváci: 1 500 rozhodčí: Said Hachim |

| 5. září 2011 17:00                                                                   |        |                                                                |                                                              |
| Portugalsko                                                                          | 8 : 3  | Omán                                                           | Stadio del Mare, Ravenna diváci: 4 130 rozhodčí: José Cortéz |
| Madjer 3', 33' Paulo Graça 9' Lucio 12', 34' Alan 18' Duarte 22' (pen.) Belchior 27' | Report | Ishaq Al-Qassmi 24' Nasser Al-Mukhaini 28' Khalid Al-Rajhi 31' | Stadio del Mare, Ravenna diváci: 4 130 rozhodčí: José Cortéz |

| 5. září 2011 20:00                                                       |        |                                                 |                                                                    |
| Salvador                                                                 | 4 : 3  | Argentina                                       | Stadio del Mare, Ravenna diváci: 1 330 rozhodčí: Jelili Ogunmuyiwa |
| Frank Velásquez 19' Agustín Ruiz 24' José Membreño 32' Walter Torres 36' | Report | Luciano Franceschini 19' Jonathan Levi 19', 36' | Stadio del Mare, Ravenna diváci: 1 330 rozhodčí: Jelili Ogunmuyiwa |

#### Skupina C
| Tým       | Z | V | R | P | VG | IG | +/− | B |
| --------- | - | - | - | - | -- | -- | --- | - |
| Rusko     | 3 | 3 | 0 | 0 | 20 | 7  | +13 | 9 |
| Nigérie   | 3 | 2 | 0 | 1 | 13 | 12 | +1  | 6 |
| Tahiti    | 3 | 1 | 0 | 2 | 6  | 11 | −5  | 3 |
| Venezuela | 3 | 0 | 0 | 3 | 8  | 17 | −9  | 0 |

| 2. září 2011 15:30                                                       |        | |                                                              |
| Nigérie                                                                  | 4 : 8  | Rusko | Stadio del Mare, Ravenna diváci: 1 000 rozhodčí: José Cortéz |
| Isiaka Olawale 5' Victor Tale 24' Musa Najare 24' Ogbonnaya Okemmiri 25' | Report | Egor Eremeev 3', 19' Jurij Gorchinskij 5' Egor Šajkov 7', 12' Alexej Makarov 23' Ilja Leonov 24' Anton Škarin 36' | Stadio del Mare, Ravenna diváci: 1 000 rozhodčí: José Cortéz |

| 2. září 2011 20:00                                                        |        |                                    |                                                                  |
| Tahiti                                                                    | 5 : 2  | Venezuela                          | Stadio del Mare, Ravenna diváci: 1 500 rozhodčí: Istvan Meszáros |
| Teva Zaveroni 7', 20' Naea Bennett 16' Marama Amau 18' Tearii Labaste 33' | Report | Edgar Quintero 7' Carlos Longa 22' | Stadio del Mare, Ravenna diváci: 1 500 rozhodčí: Istvan Meszáros |

| 4. září 2011 17:00                                         |        |                                                              |                                                                  |
| Venezuela                                                  | 3 : 5  | Nigérie                                                      | Stadio del Mare, Ravenna diváci: 3 750 rozhodčí: Oscar Arosemena |
| Edgar Quintero 5' Nelson Nwosu 19' (vl.) Kevin Camargo 27' | Report | Isiaka Olawale 9', 11' Victor Tale 24', 27' Nelson Nwosu 36' | Stadio del Mare, Ravenna diváci: 3 750 rozhodčí: Oscar Arosemena |

| 4. září 2011 20:00                                                                           |        |        |                                                                  |
| Rusko                                                                                        | 5 : 0  | Tahiti | Stadio del Mare, Ravenna diváci: 1 000 rozhodčí: Suwat Wongsuwan |
| Egor Šajkov 17' Egor Eremeev 28' Jurij Krasheninnikov 28' Ilja Leonov 30' Alexej Makarov 34' | Report |        | Stadio del Mare, Ravenna diváci: 1 000 rozhodčí: Suwat Wongsuwan |

| 6. září 2011 17:00                                               |        |                                                                                            |                                                                    |
| Venezuela                                                        | 3 : 7  | Rusko                                                                                      | Stadio del Mare, Ravenna diváci: 2 150 rozhodčí: Ebrahim Almansory |
| Marcos Monsalve 11' Francisco Landaeta 22' Gian Luca Cardone 36' | Report | Dmitrij Šišin 16', 21', 22' Anton Škarin 17' Ilja Leonov 28' Jurij Krasheninnikov 31', 35' | Stadio del Mare, Ravenna diváci: 2 150 rozhodčí: Ebrahim Almansory |

| 6. září 2011 20:00 |        |                                                                    |                                                                |
| Tahiti             | 1 : 4  | Nigérie                                                            | Stadio del Mare, Ravenna diváci: 1 740 rozhodčí: Ivo De Moraes |
| Teva Zaveroni 16'  | Report | Victor Tale 14', 20' Musa Najare 20' (pen.) Ogbonnaya Okemmiri 31' | Stadio del Mare, Ravenna diváci: 1 740 rozhodčí: Ivo De Moraes |

#### Skupina D
| Tým      | Z | V | R | P | VG | IG | +/− | B |
| -------- | - | - | - | - | -- | -- | --- | - |
| Brazílie | 3 | 2 | 1 | 0 | 11 | 7  | +4  | 7 |
| Mexiko   | 3 | 1 | 1 | 1 | 6  | 8  | −2  | 4 |
| Ukrajina | 3 | 1 | 0 | 2 | 8  | 6  | +2  | 3 |
| Japonsko | 3 | 0 | 0 | 3 | 6  | 10 | −4  | 0 |

| 2. září 2011 17:00                 |        |                                                                      |                                                                    |
| Japonsko                           | 2 : 3  | Mexiko                                                               | Stadio del Mare, Ravenna diváci: 3 000 rozhodčí: Tomasz Winiarczyk |
| Šušei Jamauči 12' Šunta Suzuki 31' | Report | Angel Rodriguez 22' (pen.) Omar Cervantes 24' Ricardo Villalobos 30' | Stadio del Mare, Ravenna diváci: 3 000 rozhodčí: Tomasz Winiarczyk |

| 2. září 2011 18:30          |        |                                                            |                                                                  |
| Brazílie                    | 3 : 3  | Ukrajina                                                   | Stadio del Mare, Ravenna diváci: 5 000 rozhodčí: Oscar Arosemena |
| Benjamin 5' Sidney 16', 27' | Report | Igor Boršuk 16' Oleg Zborovskij 17' Oleksandr Kornyčuk 24' | Stadio del Mare, Ravenna diváci: 5 000 rozhodčí: Oscar Arosemena |

|                    |       | Penaltový rozstřel             |  |
| André Bruno Malias | 2 : 1 | Igor Boršuk Oleksandr Kornyčuk |  |

| 4. září 2011 15:30                                                       |        |                                      |                                                                    |
| Ukrajina                                                                 | 4 : 2  | Japonsko                             | Stadio del Mare, Ravenna diváci: 2 870 rozhodčí: Ebrahim Almansory |
| Roman Pachev 1' Sergij Boženko 19' Oleg Zborovskij 20' Oleg Mozgovij 33' | Report | Hirofumi Oda 21' Masajuki Komaki 30' | Stadio del Mare, Ravenna diváci: 2 870 rozhodčí: Ebrahim Almansory |

| 4. září 2011 18:30          |        |                                                                |                                                                     |
| Mexiko                      | 2 : 5  | Brazílie                                                       | Stadio del Mare, Ravenna diváci: 5 230 rozhodčí: Alexander Berezkin |
| Morgan Plata 3', 24' (pen.) | Report | Benjamin 5' Betinho 10' André 17' (pen.) Buru 21' Jorginho 24' | Stadio del Mare, Ravenna diváci: 5 230 rozhodčí: Alexander Berezkin |

| 6. září 2011 15:30 |        |                    |                                                                    |
| Ukrajina           | 1 : 1  | Mexiko             | Stadio del Mare, Ravenna diváci: 2 000 rozhodčí: Tomasz Winiarczyk |
| Anton Butko 6'     | Report | Francisco Cati 33' | Stadio del Mare, Ravenna diváci: 2 000 rozhodčí: Tomasz Winiarczyk |

|                               |       | Penaltový rozstřel                 |  |
| Igor Boršuk Andrij Jevdokymov | 0 : 1 | Ricardo Villalobos Angel Rodriguez |  |

| 6. září 2011 18:30          |        |                                             |                                                              |
| Brazílie                    | 3 : 2  | Japonsko                                    | Stadio del Mare, Ravenna diváci: 4 500 rozhodčí: Ruben Eiriz |
| André 12', 27' Benjamin 25' | Report | Šušei Jamauči 5' Masajuki Komaki 19' (pen.) | Stadio del Mare, Ravenna diváci: 4 500 rozhodčí: Ruben Eiriz |

## Vyřazovací fáze
|  | Čtvrtfinále            | Čtvrtfinále             |                         |             | Semifinále  | Semifinále  |  |  | Finále                  | Finále |
|  |                        |                         |                         |             |             |             |  |  |                         |        |
|  | 8. září 2011 - Ravenna |                         |                         |             |             |             |  |  |                         |        |
|  |                        |                         |                         |             |             |             |  |  |                         |        |
|  | Itálie                 | 5                       |                         |             |             |             |  |  |                         |        |
|  | Itálie                 | 5                       | 10. září 2011 - Ravenna |             |             |             |  |  |                         |        |
|  | Salvador (prod.)       | 6                       |                         |             |             |             |  |  |                         |        |
|  | Salvador (prod.)       | 6                       | Salvador                | 3           |             |             |  |  |                         |        |
|  | 8. září 2011 - Ravenna |                         | Salvador                | 3           |             |             |  |  |                         |        |
|  |                        | Rusko                   | 7                       |             |             |             |  |  |                         |        |
|  | Rusko                  | Rusko                   | 7                       | 5           |             |             |  |  |                         |        |
|  | Rusko                  |                         | 11. září 2011 - Ravenna | 5           |             |             |  |  |                         |        |
|  | Mexiko                 | 3                       |                         |             |             |             |  |  |                         |        |
|  | Mexiko                 | 3                       | Rusko                   | 12          |             |             |  |  |                         |        |
|  | 8. září 2011 - Ravenna |                         | Rusko                   | 12          |             |             |  |  |                         |        |
|  |                        | Brazílie                | 8                       |             |             |             |  |  |                         |        |
|  | Brazílie (prod.)       | Brazílie                | 8                       | 10          |             |             |  |  |                         |        |
|  | Brazílie (prod.)       | 10. září 2011 - Ravenna |                         | 10          |             |             |  |  |                         |        |
|  | Nigérie                | 8                       |                         |             |             |             |  |  |                         |        |
|  | Nigérie                | 8                       | Brazílie                | 4           | Třetí místo | Třetí místo |  |  |                         |        |
|  | 8. září 2011 - Ravenna |                         | Brazílie                | 4           | Třetí místo | Třetí místo |  |  |                         |        |
|  |                        | Portugalsko             | 1                       |             |             |             |  |  |                         |        |
|  | Portugalsko (pen.)     | Portugalsko             | 1                       | 4 (3)       | Salvador    | 2           |  |  |                         |        |
|  | Portugalsko (pen.)     |                         |                         | 4 (3)       | Salvador    | 2           |  |  |                         |        |
|  | Senegal                | 4 (2)                   |                         | Portugalsko | 3           |             |  |  |                         |        |
|  | Senegal                | 4 (2)                   |                         |             | 3           |             |  |  |                         |        |
|  |                        |                         |                         |             |             |             |  |  | 11. září 2011 - Ravenna |        |
|  |                        |                         |                         |             |             |             |  |  |                         |        |

#### Čtvrtfinále
| 8. září 2011 15:30                                                                             |        |                                                             |                                                                  |
| Rusko                                                                                          | 5 : 3  | Mexiko                                                      | Stadio del Mare, Ravenna diváci: 4 500 rozhodčí: Istvan Meszáros |
| Ilja Leonov 2' Egor Šajkov 14' Yurij Krasheninnikov 16' Yurij Gorchinskij 23' Egor Eremeev 27' | Report | Antonio Barbosa 10' Ricardo Villalobos 31' Morgan Plata 32' | Stadio del Mare, Ravenna diváci: 4 500 rozhodčí: Istvan Meszáros |

| 8. září 2011 17:00                                       |        |                                                                         |                                                                 |
| Portugalsko                                              | 4 : 4  | Senegal                                                                 | Stadio del Mare, Ravenna diváci: 5 500 rozhodčí: Tasuku Onodera |
| Madjer 5' Belchior 5' Bruno Torres 10' Jordan Santos 23' | Report | Pape Koukpaki 5' Ngalla Sylla 13' (pen.), 13' Libasse Diagne 36' (pen.) | Stadio del Mare, Ravenna diváci: 5 500 rozhodčí: Tasuku Onodera |

|                              |       | Penaltový rozstřel                   |  |
| Bruno Torres Belchior Madjer | 3 : 2 | Pape Koukpaki Babacar Fall Cheikh Ba |  |

| 8. září 2011 18:30                                       |               |                                                                         |                                                              |
| Itálie                                                   | 5 : 6 (prod.) | Salvador                                                                | Stadio del Mare, Ravenna diváci: 5 500 rozhodčí: José Cortéz |
| Paolo Palmacci 4', 18', 31' (pen.), 34' Franco Palma 15' | Report        | Frank Velasquéz 12', 18', 33', 38' Agustín Ruiz 22' Tomas Hernandéz 24' | Stadio del Mare, Ravenna diváci: 5 500 rozhodčí: José Cortéz |

| 8. září 2011 20:00                                                                             |                |                                                                                                |                                                                     |
| Brazílie                                                                                       | 10 : 8 (prod.) | Nigérie                                                                                        | Stadio del Mare, Ravenna diváci: 4 320 rozhodčí: Alexander Berezkin |
| André 10', 11', 12', 30', 37' Anderson 16' Buru 24' Jorginho 33' Benjamin 34' Bruno 37' (pen.) | Report         | Musa Najare 10' Bartholomew Ibenegbu 13', 16', 18', 36' James Okwuosa 15', 35' Victor Tale 36' | Stadio del Mare, Ravenna diváci: 4 320 rozhodčí: Alexander Berezkin |

#### Semifinále
| 10. září 2011 17:00                      |        | |                                                                    |
| Salvador                                 | 3 : 7  | Rusko | Stadio del Mare, Ravenna diváci: 5 200 rozhodčí: Jelili Ogunmuyiwa |
| Agustín Ruiz 7' Frank Velásquez 17', 20' | Report | Dmitrij Šišin 5' Ilja Leonov 5' Egor Šajkov 9', 19' Alexej Makarov 10' Egor Eremeev 22' Yurij Gorchinskij 35' | Stadio del Mare, Ravenna diváci: 5 200 rozhodčí: Jelili Ogunmuyiwa |

| 10. září 2011 18:30                   |        |             |                                                              |
| Brazílie                              | 4 : 1  | Portugalsko | Stadio del Mare, Ravenna diváci: 5 500 rozhodčí: Ruben Eiriz |
| Betinho 14' Sidney 16', 29' Bruno 33' | Report | Alan 5'     | Stadio del Mare, Ravenna diváci: 5 500 rozhodčí: Ruben Eiriz |

#### O 3. místo
| 11. září 2011 17:00                    |        |                                    |                                                              |
| Salvador                               | 2 : 3  | Portugalsko                        | Stadio del Mare, Ravenna diváci: 5 500 rozhodčí: Said Hachim |
| Wilber Alvarado 2' Frank Velasquéz 19' | Report | Madjer 6', 25' Belchior 15' (pen.) | Stadio del Mare, Ravenna diváci: 5 500 rozhodčí: Said Hachim |

#### Finále
| 11. září 2011 18:30 |        |                                                                |                                                              |
| Rusko | 12 : 8 | Brazílie                                                       | Stadio del Mare, Ravenna diváci: 5 500 rozhodčí: José Cortéz |
| Egor Šajkov 2', 6' Ilja Leonov 8', 25' Egor Eremeev 13', 19' Alexej Makarov 15', 20' Betinho 21' (vl.) Dmitrij Šišin 21', 31', 32' | Report | André 8' (pen.), 11', 30', 33', 34' 35' Betinho 17' Sidney 22' | Stadio del Mare, Ravenna diváci: 5 500 rozhodčí: José Cortéz |